# Zofiówka (Rytlów)
Zofiówka – część wsi Rytlów w Polsce, położona w województwie świętokrzyskim, w powiecie koneckim, w gminie Słupia Konecka.
W latach 1975–1998 Zofiówka położona była w województwie kieleckim.